# Тридцать седьмое правительство Израиля
Тридцать седьмое правительство Израиля (ивр. ממשלת ישראל השלושים ושבע‎) — нынешний кабинет министров Израиля, правительство Израиля во главе с Биньямином Нетаньяху. Правительство получило одобрение Кнессета двадцать пятого созыва и было приведено к присяге 29 декабря 2022 года и включает главу правительства и его заместителя 38 министров и 5 заместителей министра (верно на 28.08.2023). Критики называют это правительство самым правым и самым религиозным в истории Израиля.

## Предыстория
Правый блок партий во главе с Биньямином Нетаньяху, известный в Израиле как «национальный лагерь», получил 64 из 120 мест на выборах в Кнессет, а коалиция во главе с действующим премьер-министром Яиром Лапидом получила 51 место. Коалицию называют самой правой в истории Израиля, а также самой религиозной.
Вскоре после выборов Лапид поздравил Нетаньяху и пожелал ему удачи «ради израильского народа». 15 ноября во время открытия сессии состоялась церемония приведения к присяге новоизбранных депутатов Кнессета 25-го созыва. Голосование по назначению нового председателя Кнессета, которое обычно проводится на первом заседании, и приведение к присяге членов кабинета были отложены, поскольку продолжающиеся коалиционные переговоры ещё не привели к согласию по этим позициям.

## Создание правительства

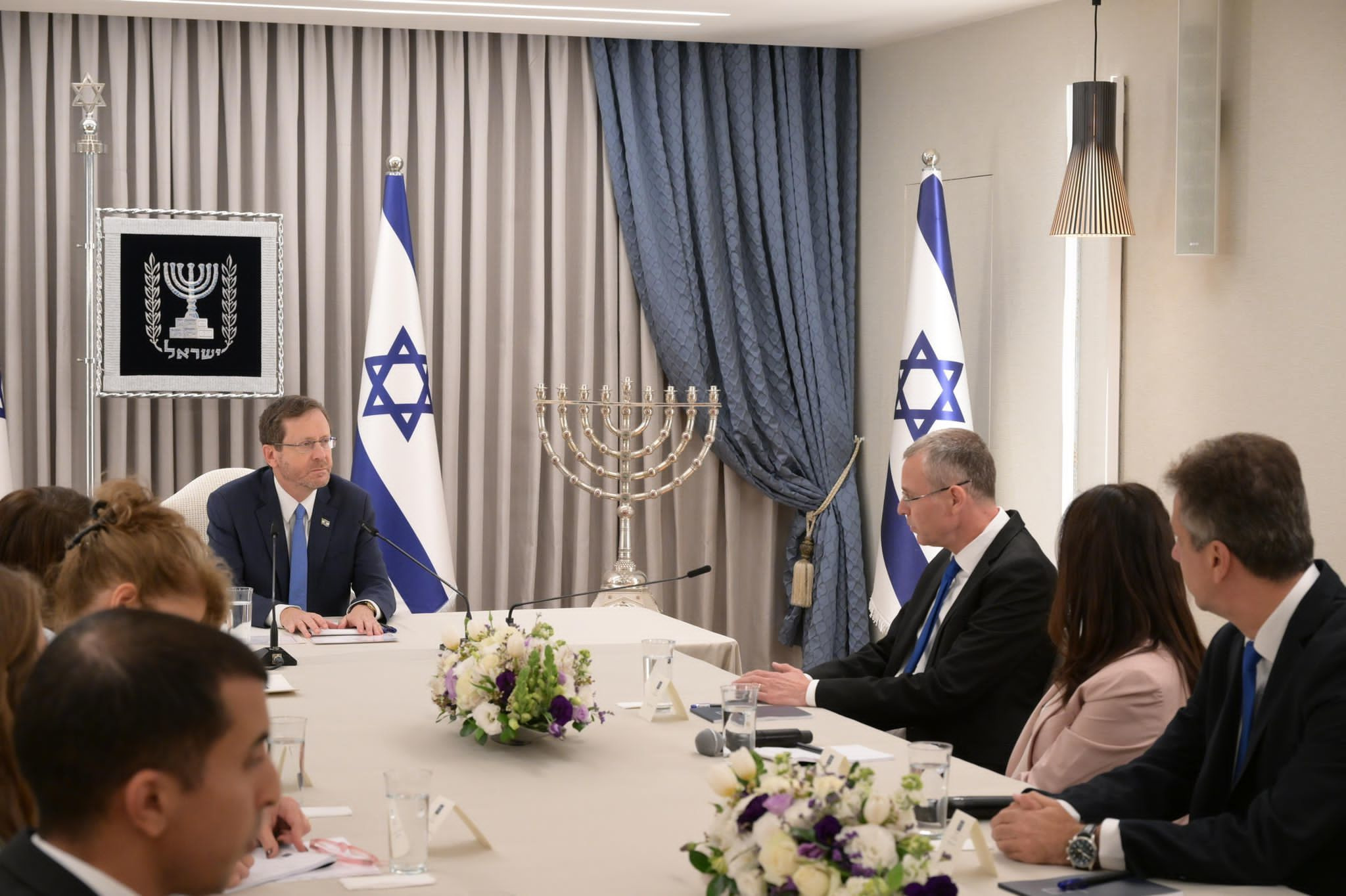
Президент государства принимает в своей резиденции представителей фракции «Ликуд» для консультации относительно личности кандидата в члены правительства.

9 ноября президент Израиля Ицхак Герцог начал раунды консультаций с представителями фракций, избранных в Кнессет, относительно кандидата на формирование правительства.
15 ноября 2022 года кнессет двадцать пятого созыва был приведен к присяге, тогда как переговоры о формировании правительства начались ещё раньше.
По итогам выборов и как ожидалось, 64 депутата Кнессета рекомендовали Биньямина Нетаньяху (32 депутата от «Ликуда», 11 депутатов от «ШАС», 7 депутатов «Ха-Цийонут ха-Датит», 6 депутатов «Оцма Йехудит» и 1 депутат от партии «Ноам»).
В пользу действующего в это время премьер-министра Яира Лапида рекомендовали 28 депутатов Кнессета (24 депутата от «Еш Атид» и 4 депутата от партии «Авода»), а 28 депутатов Кнессета не рекомендовали ни одного кандидата (12 депутатов от «Ха-махане ха-мамлахти»), 6 депутатов «Наш дом Израиль», 5 депутатов партии «Объединённый арабский список» и 5 депутатов «Хадаш-Тааль»).
13 ноября Герцог поручил Нетаньяху сформировать правительство, и ему был дан срок в 14 дней в соответствии с «Основным законом: О правительстве». В конце этого периода, после того, как Нетаньяху запросил дополнительное продление ещё на 14 дней, Герцог предоставил ему 10-дневное продление.
В ночь на 22 декабря 2022 года, незадолго до окончания мандатного периода, данного Нетаньяху, он сообщил Герцогу, что ему удалось сформировать правительство. Объявление об этом было дано кнессету 26 декабря, а дата инаугурации была назначена на 29 декабря. Коалиционные соглашения были окончательно подписаны 28 декабря и в тот же день вынесены на рассмотрение кнессета.
Утром 29 декабря Кнессет собрался для формирования правительства, а во второй половине дня состоялось голосование по избранию Амира Оханы председателем Кнессета. После этого состоялось голосование о вотуме доверия предложенному правительству. Вотум доверия правительству поддержали 63 депутата Кнессета (депутат Яаков Теслер на момент голосования находился за границей), против проголосовали 54 депутата. Правительство получило доверие Кнессета, и его депутаты сразу после этого принесли присягу на верность.

## Чрезвычайное правительство
После вторжения ХАМАС 7 октября 2023 года и начала операции «Железные мечи» был создан военный кабинет. С 12 октября, после утверждения новых министров Кнессетом, в состав правительства вошли 5 представителей Национального единства в качестве министров без портфеля. Также был создан социально-экономический кабинет.

## Государственная политика и направления деятельности

### Основные тезисы правительства
- Еврейский народ имеет исключительное и неоспоримое право на все территории «Земли Израиля». Правительство будет продвигать и развивать поселения во всех частях Земли Израиля — в Галилее, Негеве, Голанах, Иудее и Самарии.
- Правительство будет активно работать над укреплением национальной безопасности и обеспечением личной безопасности своих граждан, решительно борясь с насилием и терроризмом.
- Правительство будет продолжать борьбу с ядерной программой Ирана.
- Правительство будет работать над укреплением статуса Иерусалима.
- Правительство будет работать над укреплением мира со всеми нашими соседями, сохраняя при этом безопасность, исторические и национальные интересы Израиля.
- Правительство будет стремиться к социальной справедливости путем развития периферии и сокращения социального неравенства, одновременно ведя бескомпромиссную борьбу с бедностью посредством образования, занятости и увеличения помощи более слабым слоям населения.
- Правительство будет работать над поощрением использования общественного транспорта и устранением пробок на дорогах.
- Правительство будет продвигать план по борьбе с ростом стоимости жизни и будет работать над созданием экономических условий, которые обеспечат устойчивый рост.
- Правительство будет рассматривать снижение цен на жилье и увеличение предложения квартир в качестве национальной цели и будет работать над снижением цен на жилье.
- Правительство предпримет шаги для обеспечения управления и восстановления надлежащего баланса между законодательной, исполнительной и судебной властью.
- Правительство будет работать над увеличением репатриации и абсорбции евреев из всех стран мира.
- Правительство поставит образование в центр национальных приоритетов и будет работать над продвижением реформ в системе образования, работая над обеспечением равенства между всеми слоями населения в различных системах образования и укреплением еврейской идентичности.
- Правительство сохранит еврейский характер страны и наследие Израиля, а также будет уважать религии и традиции представителей религий в стране в соответствии с ценностями Декларации независимости.
- Статус-кво в вопросах религии и государства будет сохранен, как это было принято в Израиле на протяжении десятилетий, в том числе в отношении святых мест.
- Правительство будет действовать для решения проблемы личной безопасности в арабском обществе и борьбы с преступностью в арабском обществе, поощряя при этом образование, предоставляя подходящие решения для молодежи и соответствующие инвестиции в инфраструктуру в арабских общинах.
- Правительство будет работать над продвижением профессиональной подготовки и образования в области технологических профессий, чтобы обеспечить адекватный ответ на текущие потребности промышленности в Израиле как ключевого фактора роста экономики.
- Правительство будет работать над интеграцией людей с инвалидностью любого рода в общество, помогая им в образовании и трудоустройстве, а также будет заботиться об основных потребностях тех, кто не в состоянии содержать себя, улучшать положение пожилых людей, инвалидов и многодетных семей.
- Правительство будет работать над защитой качества окружающей среды в Израиле, над улучшением качества жизни жителей страны и над тем, чтобы Израиль участвовал в глобальных усилиях по решению проблем климата и окружающей среды.
- Правительство будет работать над усилением сил безопасности и оказывать поддержку армии и полиции в борьбе с терроризмом и победе над ним.
- Правительство будет работать над признанием Голанских высот в качестве стратегического региона с широким потенциалом развития и создаст импульс для заселения, развития и продвижения предпринимательства, сохраняя при этом уникальные ценности природы, людей и окружающей среды на Голанах.

## Состав правительства

### Коалиционные фракции
| Фракция | Фракция             | Мест в кнессете | Министры | Заместители министров | Министерские офисы | Кабинеты заместителей министров                                                             | Вхождение в правительство | Выход из правительства   |
| ------- | ------------------- | --------------- | -------- | --------------------- | --- | ------------------------------------------------------------------------------------------- | ------------------------- | ------------------------ |
|         | Ликуд               | 32              | 17       | 2                     | Министерство премьер-министра Израиля, Министерство энергетики, Министерство обороны, Министерство охраны окружающей среды, Министерство инноваций, науки и технологий, Министерство иностранных дел, Министерство укрепления и развития общества, Министерство образования, Министерство экономики и промышленности, Министерство информации, Министерство юстиции, Министерство социального равенства, Министерство регионального сотрудничества, Министерство транспорта и безопасности дорожного движения, Министерство туризма, Министерство диаспоры, Министерство связи, Министерство культуры и спорта | ещё не определено                                                                           | 29 декабря 2022           | членство в правительстве |
|         | ШАС                 | 11              | 5        | 2                     | Министерство здравоохранения, Министерство внутренних дел, Министерство социального обеспечения и благосостояния, Министерство по делам религий | Министерство здравоохранения, Министерство сельского хозяйства, Министерство внутренних дел | 29 декабря 2022           | членство в правительстве |
|         | Яхадут ха-Тора      | 7               | 1        | 2                     | Министерство строительства | Министерство премьер-министра, Министерство транспорта, Министерство культуры и спорта      | 29 декабря 2022           | членство в правительстве |
|         | Ха-Цийонут ха-Датит | 7               | 3        | 1                     | Министерство финансов, Министерство по делам поселений, Министерство алии и интеграции, Министр в Министерстве обороны | Министерство финансов                                                                       | 29 декабря 2022           | членство в правительстве |
|         | Оцма Йехудит        | 6               | 3        | 2                     | Министерство внутренней безопасности, Министерство Иерусалима и наследия, Министерство развития периферии, Негева и Галилеи | еще не определено                                                                           | 29 декабря 2022           | членство в правительстве |
|         | Ноам                | 1               | без      | 1                     | без | Канцелярия премьер-министра                                                                 | 29 декабря 2022           | членство в правительстве |

### Состав правительства
| Министерство                                   | Имя министра             | Фотография            | Фракция             | Срок пребывания              | Дополнение                           |
| ---------------------------------------------- | ------------------------ | --------------------- | ------------------- | ---------------------------- | ------------------------------------ |
| Премьер-министр                                | Биньямин Нетаньяху       |                       | Ликуд               | 29 декабря 2022 — н.в.       |                                      |
| Министр финансов                               | Бецалель Смотрич         |                       | Ха-Цийонут ха-Датит | 29 декабря 2022 — н.в.       |                                      |
| Министр в Министерстве обороны                 | Бецалель Смотрич         |                       | Ха-Цийонут ха-Датит | 29 декабря 2022 — н.в.       |                                      |
| Министр энергетики                             | Исраэль Кац              |                       | Ликуд               | 29 декабря 2022 — н.в.       |                                      |
| Министр обороны                                | Йоав Галант              |                       | Ликуд               | 29 декабря 2022 — н.в.       |                                      |
| Министр внутренней безопасности                | Итамар Бен-Гвир          |                       | Оцма Йехудит        | 29 декабря 2022 — н.в.       |                                      |
| Министр строительства                          | Ицхак Гольдкнопф         |                       | Яхадут ха-Тора      | 29 декабря 2022 — н.в.       |                                      |
| Министр без портфеля                           | Ицхак Гольдкнопф         |                       | Яхадут ха-Тора      | 29 декабря 2022 — н.в.       |                                      |
| Министр в Министерстве социального обеспечения | Йоав Бен-Цур             |                       | ШАС                 | 29 декабря 2022 — н.в.       |                                      |
| Министр здравоохранения                        | Йоав Бен-Цур             | 24 января 2023 — н.в. | ШАС                 | Вице-премьер-министр Израиля |                                      |
| Министр по делам религий                       | Михаэль Малкиэли (и. о.) |                       | ШАС                 | 29 декабря 2022 — н.в.       |                                      |
| Министр внутренних дел                         | Михаэль Малкиэли (и. о.) | 22 января 2023 — н.в. | ШАС                 |                              |                                      |
| Министр по охране окружающей среды             | Идит Сильман             |                       | Ликуд               | 29 декабря 2022 — н.в.       |                                      |
| Министр инноваций, науки и технологии          | Офир Акунис              |                       | Ликуд               | 29 декабря 2022 — н.в.       |                                      |
| Министр иностранных дел                        | Эли Коэн                 |                       | Ликуд               | 29 декабря 2022 — н.в.       |                                      |
| Министр регионального сотрудничества           | Йоав Киш                 |                       | Ликуд               | 29 декабря 2022 — н.в.       |                                      |
| Министр образования                            | Йоав Киш                 |                       | Ликуд               | 29 декабря 2022 — н.в.       |                                      |
| Министр в Министерстве образования             | Хаим Битон               |                       | Ликуд               | 29 декабря 2022 — н.в.       |                                      |
| Министр сельского хозяйства                    | Ави Дихтер               |                       | Ликуд               | 29 декабря 2022 — н.в.       |                                      |
| Министр Иерусалима и наследия                  | Амихай Элияху            |                       | Оцма Йехудит        | 29 декабря 2022 — н.в.       |                                      |
| Министр экономики и промышленности             | Нир Баркат               |                       | Ликуд               | 29 декабря 2022 — н.в.       |                                      |
| Министр юстиции                                | Ярив Левин               |                       | Ликуд               | 29 декабря 2022 — н.в.       | Заместитель премьер-министра Израиля |
| Министр по делам поселений                     | Орит Струк               |                       | Ха-Цийонут ха-Датит | 29 декабря 2022 — н.в.       |                                      |
| Министр стратегического планирования           | Рон Дермер               |                       | Ликуд               | 29 декабря 2022 — н.в.       |                                      |
| Министр алии и интеграции                      | Офир Софер               |                       | Ха-Цийонут ха-Датит | 29 декабря 2022 — н.в.       |                                      |
| Министр развития Негева и Галилеи              | Ицхак Вассерлауф         |                       | Оцма Йехудит        | 29 декабря 2022 — н.в.       |                                      |
| Министр социального обеспечения                | Яаков Марги              |                       | ШАС                 | 29 декабря 2022 — н.в.       |                                      |
| Министр по делам социального равенства         | Амихай Шикли             |                       | Ликуд               | 29 декабря 2022 — н.в.       |                                      |
| Министр по делам диаспоры                      | Амихай Шикли             |                       | Ликуд               | 29 декабря 2022 — н.в.       |                                      |
| Министр транспорта                             | Мири Регев               |                       | Ликуд               | 29 декабря 2022 — н.в.       |                                      |
| Министр туризма                                | Хаим Кац                 |                       | Ликуд               | 29 декабря 2022 — н.в.       |                                      |
| Министр связи                                  | Шломо Карьи              |                       | Ликуд               | 29 декабря 2022 — н.в.       |                                      |
| Министр культуры и спорта                      | Мики Зоар                |                       | Ликуд               | 29 декабря 2022 — н.в.       |                                      |
| Министр без портфеля                           | Галит Дистель-Атбарян    |                       | Ликуд               | 29 декабря 2022 — н.в.       |                                      |
| Министр без портфеля                           | Гидеон Саар              |                       | Ликуд               | 29 сентября 2024 — н.в.      |                                      |

### Характеристики министров

#### Новые министры
В правительстве 17 новых министров: Итамар Бен-Гвир, Ицхак Гольдкнопф, Йоав Киш, Хаим Битон, Нир Баркат, Орит Струк, Офир Софер, Меир Поруш, Амихай Элиягу, Ицхак Вассерлауф, Йоав Бен-Цур, Амихай Шикли, Майкл Малкиали, Шломо Караи, Мики Зоар, Галит Дистель-Атбарян, Рон Дермер.

#### Женщины в правительстве
В правительстве работают 5 женщин:
- Ликуд (4): Мири Регев, Идит Сильман, Галит Дистель-Атбарян, Гила Гамлиэль
- Ха-Ихуд ха-Леуми—Ткума (1): Орит Струк

#### Ветераны системы безопасности
В этом правительстве есть два министра, которые служили в звании подполковника или выше в АОИ, и один в качестве главы организации безопасности:
- Ликуд (3): Йоав Галант (генерал-майор), Мири Регев (бригадный генерал), Ави Дихтер (глава ШАБАКа)